# Адмиралтейский приказ

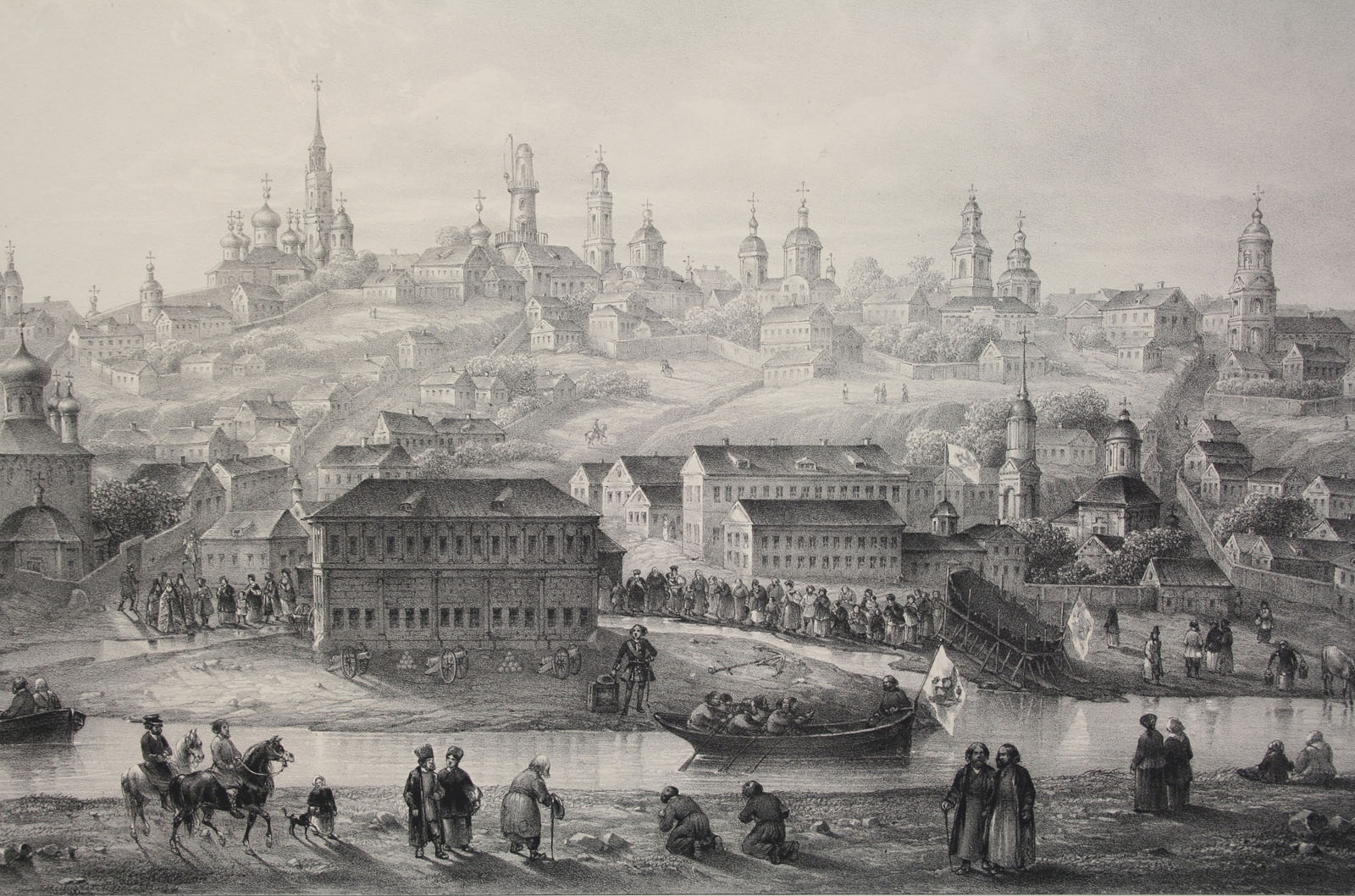
Воронеж XVIII века, гравюра.

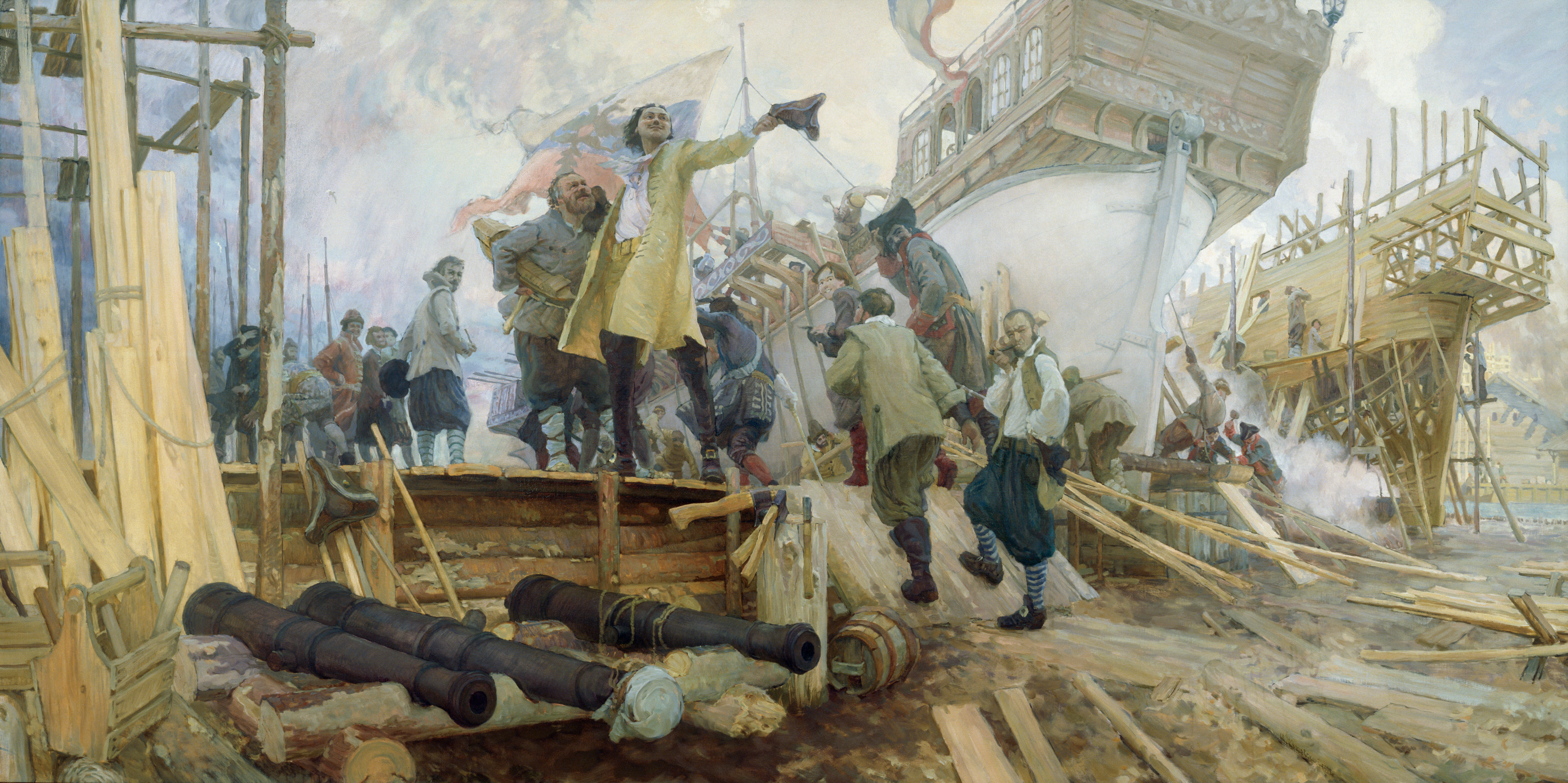
«Новое в России дело», художник Ю. Кушевский.

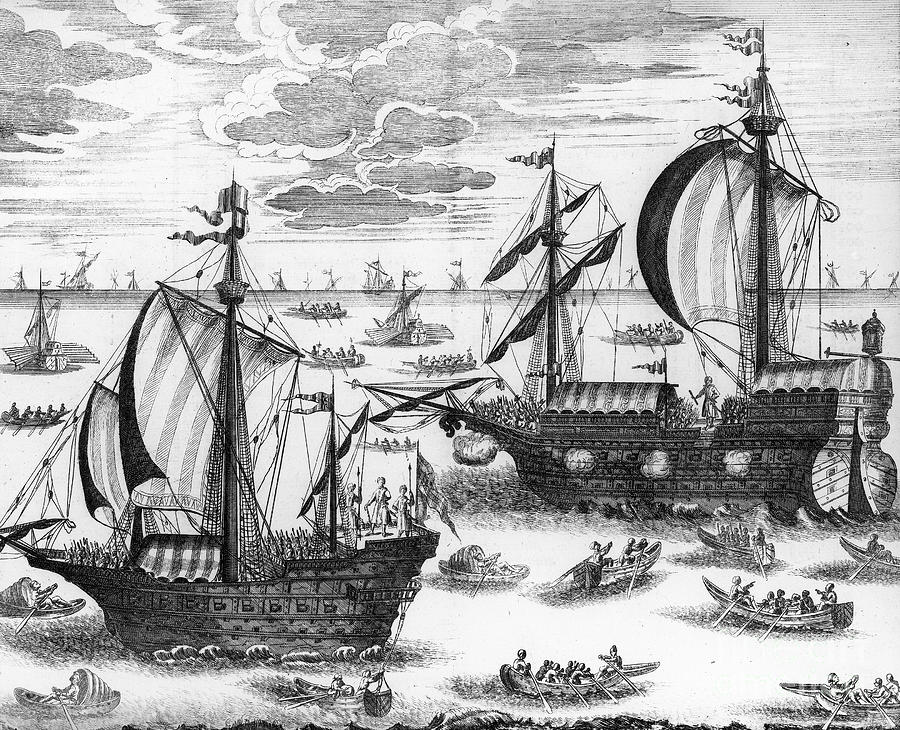
Азовский флот.

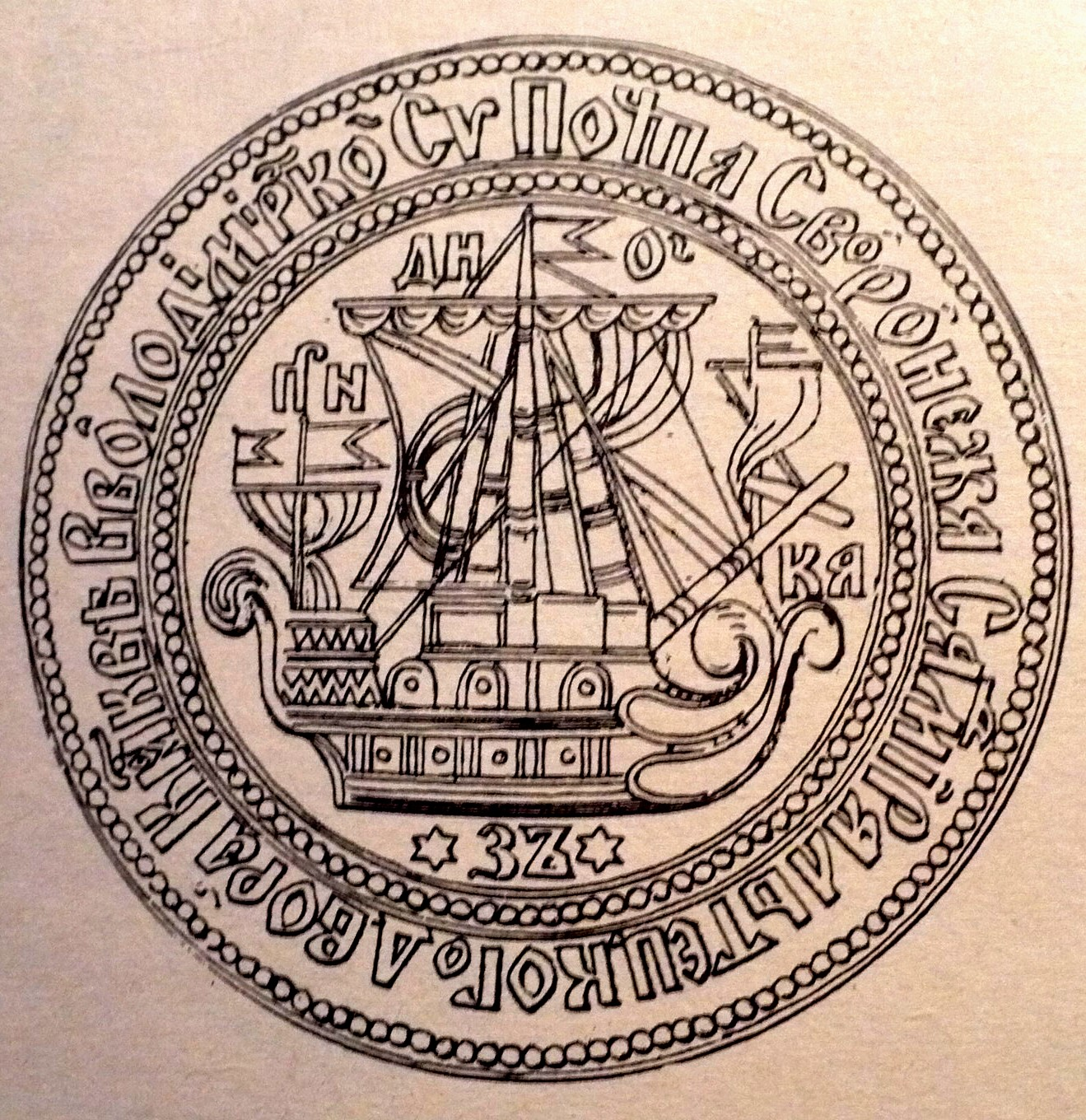
Оттиск с печати «Почта с воронежа С адмиралтейского двора К москве в Володимирской Судной приказ», 1698 — 1712 годов.

Адмиралте́йский прика́з — орган (приказ) флотского управления, Центральное государственное учреждение России, в компетенцию которого входили строительство, вооружение, снабжение флота и набором рядовых морских служителей (матросов, солдат, канониров и так далее) в экипажи.
В литературе встречается название — Приказ адмиралтейских дел. В состав приказа входила Воронежская адмиралтейская школа.

## История
Указом Его Царского Величества, от 17 декабря 1696 года, Поместному приказу было велено все списки кумпанств и дела по казённому кораблестроению передать в Володимерский судный приказ, начальнику которого, стольнику окольничему А. П. Протасьеву, как главному распорядителю по постройке флота России, было дано звание Адмиралтейца. Часть же Володимерского приказа, ведавшая судостроение, начала называться приказом адмиралтейских дел или Адмиралтейским двором. 
Образован приказ в Воронеже в 1696 году, для строительство кораблей армейского флота и устройства заводов морской артиллерии в России, во главе которого был поставлен А. Протасьев, а затем, с 1700 года, «адмиралтейские и корабельные дела» переданы Ф. М. Апраксину, с присвоением ему звания адмиралтейца, и назначением азовским губернатором, с главной задачей по строительству Воронежского флота. 

 прекращена была кораблестроительная деятельность кумпанств, оказавшаяся на практике весьма неудовлетворительною. Запутанность в делах и ссоры кумпанств между собою вызвали (1700 г. 20 апреля) указ об окончательном с ними расчете и об определении постоянной суммы на содержание флота. — Веселаго Ф. Ф. Краткая история Русского Флота.
С 1701 года приказ совместно с экипажмейстерами Архангельского порта осуществлял общее наблюдение за дальнейшей постройкой купеческих судов торгового флота России.
Приказ также с 1702 года руководил кораблестроительными верфями на реке Сясь, в Лодейном Поле и Новой Ладоге, Олонецкой верфью, а с 1706 года, и на реке Нева.

«…адмиралтейцу Федору Матвеевичу Апраксину со товарищи… Великий государь указал нотной науки учеников двадцать девять человек, которые ведомы были в приказе казанского дворца, отослать в адмиралтейский приказ для учения на гобоях…»— Приказ Воинского морского флота, д. № 50, 1 ч., л. 366; 1703 — 1705 годов, Главный военно-морской архив.
В 1707 году к Адмиралтейскому приказу присоединили Воинский морской приказ, который ведал в Русской армии личным составом корабельной службы, и Петербургскую адмиралтейскую канцелярию, а из ведомства Ингерманландского губернатора переданы дела по строительство Балтийского флота. 
За период с 1701 года по 1710 год общая сумма реальных расходов Адмиралтейского приказа на строительство, вооружение, оснащение, снабжение и обучение составила 2 023 224 рубля, то есть в 2/3 государственного бюджета России, в 1701 году. 
С 1712 года основные функции Адмиралтейского приказа разделены и переданы Адмиралтейской канцелярии, занимавшейся поставкой кораблей, судов, их вооружением, снабжением, ремонтом, и Военно-морской канцелярии, ведавшей личным составом флота, а сам приказ преобразован в её хозяйственный орган — Московскую адмиралтейскую контору.

## Руководитель (года)
Руководитель приказа имел звание Адмиралтеец, на него было возложено: «составление росписей, отвод лесов, нужных, как материал для постройки, и наблюдение за самой постройкой кораблей»:
- А. П. Протасьев (1696—1700[5])
- Ф. М. Апраксин, комнатный стольник, впоследствии генерал-адмирал и граф (18 февраля 1700 — 17??)
- Г. А. Племянников, стольник[6] (1700—17??)